# Operation: Mindcrime
Operation: Mindcrime är det tredje studioalbumet, ett konceptalbum, av det amerikanska progressiv metal-bandet Queensryche lanserat 1988, som till en början inte blev någon succé. Idag har albumet sålts i ungefär 3 miljoner exemplar och 2006 kom en uppföljare till albumet, Operation: Mindcrime II. Operation: Mindcrime utgavs av skivbolaget EMI. Albumet återutgavs 2006 med två bonusspår.

## Bakgrund
Nicki går med i en politisk rörelse som leds av den mystiske Dr X. Genom hypnos och löfte om knark tvingas Nicki att mörda politiska och religiösa ledare. Drogen levereras av sister Mary, en gatflicka som nu har blivit nunna. Nicki och Mary blir kära i varandra. Dr X anser att hon är en risk och beordrar Nicki att döda Mary. En natt kommer han till kyrkan och hittar henne död och grips av polisen. Eftersom han har med sig sin pistol kan han gripas för alla mord som han har begått. Vem dödade Mary? Det får vi aldrig veta. Slutet är öppet för egna tolkningar och det är kanske just därför som albumet har blivit så framgångsrikt.

## Albumet
Albumet blev inte någon framgång när det släpptes 1988. Succén dröjde till året därpå när musikvideon till "Eyes Of A Stranger" började visas på MTV. Videon är skapad som en kortfilm, där scener inspirerats från albumet med skådespelare som Milan Melvin som Dr.X, och Dennis Henning som Nikki. Det spelades även in ytterligare några musikvideos som släpptes på VHS 1989, Video: Mindcrime.
Sångaren Geoff Tate har länge velat göra en långfilm av historien. 
Bandet turnerade som förband åt Metallica, och turnén nådde Solnahallen den 17 oktober, och Frölundaborg den 19 oktober 1988. Queensrÿche kunde efter genombrottet med det efterföljande albumet Empire, spela hela Operation: Mindcrime i sin helhet på konserterna. Turnén nådde dock inte Skandinavien. Den filmade musikvideon från konserter i Wisconsin, Operation: Livecrime, släpptes i november 1991.

## Låtlista
Sida 1
1. "I Remember Now" (Chris DeGarmo) – 1:17
2. "Anarchy-X" (DeGarmo) – 1:27
3. "Revolution Calling" (Geoff Tate, Michael Wilton) – 4:42
4. "Operation: Mindcrime" (DeGarmo, Tate, Wilton) – 4:43
5. "Speak" (Tate, Wilton) – 3:42
6. "Spreading The Disease" (Tate, Wilton) – 4:07
7. "The Mission" (DeGarmo) – 5:46

Sida 2
1. "Suite Sister Mary" (DeGarmo, Tate) – 10:41
2. "The Needle Lies" (Tate, Wilton) – 3:08
3. "Electric Requiem" (Scott Rockenfield, Tate) – 1:22
4. "Breaking The Silence" (DeGarmo, Tate) – 4:34
5. "I Don't Believe In Love" (DeGarmo, Tate) – 4:23
6. "Waiting For 22" (DeGarmo) – 1:05
7. "My Empty Room" (Tate, Wilton) – 1:28
8. "Eyes Of A Stranger" (DeGarmo, Tate) – 6:39

## Medverkande
Queensrÿche-medlemmar
- Geoff Tate – sång, keyboard
- Chris DeGarmo – elgitarr, akustisk gitarr, synthesizer
- Michael Wilton – elgitarr, akustisk gitarr
- Eddie Jackson – basgitarr
- Scott Rockenfield – trummor, percussion, keyboard

Bidragande musiker
- Pamela Moore – röst (Sister Mary)
- Anthony Valentine – röst (Dr. X)
- Debbie Wheeler – röst (sjuksköterska)
- Mike Snyder – röst (nyhetsankare)
- Scott Mateer – röst (präst)
- Michael Kamen – kör, cello

Produktion
- Peter Collins – producent
- James Barton – ljudtekniker, ljudmix
- Jim Campbell, Glen "The Snake" Robinson, Paul Milner – assisterande ljudtekniker
- Ronald Prent – assisterande ljudmix
- Bob Ludwig – mastering
- Robert Andrew – foto